# Grammatidae
Grammatidae là một họ cá nhỏ, theo truyền thống xếp trong bộ Perciformes , nhưng gần đây được đề xuất xếp ở vị trí không xác định (incertae sedis) trong nhánh Ovalentariae.

## Phân bố
Chúng là các loài cá biển nhỏ ở miền tây Đại Tây Dương, thường không dài hơn 10 cm (4 inch). Một vài loài có màu sắc sặc sỡ và được nuôi làm cá cảnh. Chúng cũng có thể thay đổi giới tính của mình.

## Đặc trưng
Các đặc trưng khác biệt bao gồm đường bên chia ra thành 2 đoạn hoặc hoàn toàn không có nó, và vây ngực có kích thước lớn với 1 gai vây và 5 tia vây mềm. Chúng có 11-13 gai vây lưng. Tên gọi phổ biến trong tiếng Anh là basslet (cá vược nhỏ).

## Phân loại
Hiện nay người ta biết 13 loài trong 2 chi của họ này.
- Gramma: 5 loài
- Lipogramma: 8 loài

## Thức ăn và tập tính
Sinh sống trong môi trường san hô nên các loài cá trong họ này được coi là cá ăn thịt. Chúng ăn các loại thức ăn như cá nhỏ, mực ống, và các loại tép túi (Mysida).
Các loài cá trong họ này hung hãn và chiếm giữ lãnh thổ. Trong bể cá cảnh không nên nuôi quá một con đực thuộc họ này.

## Thư viện ảnh

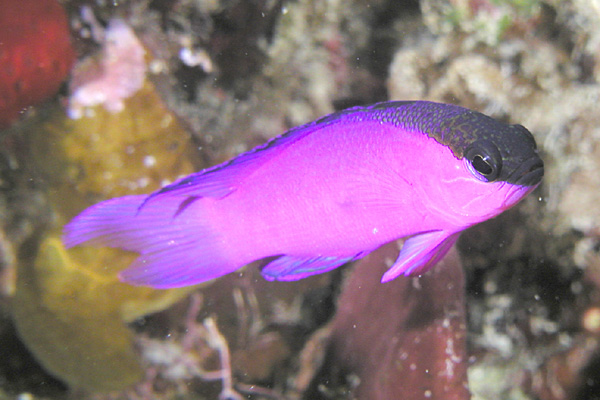
Gramma melacara chụp tại Honduras
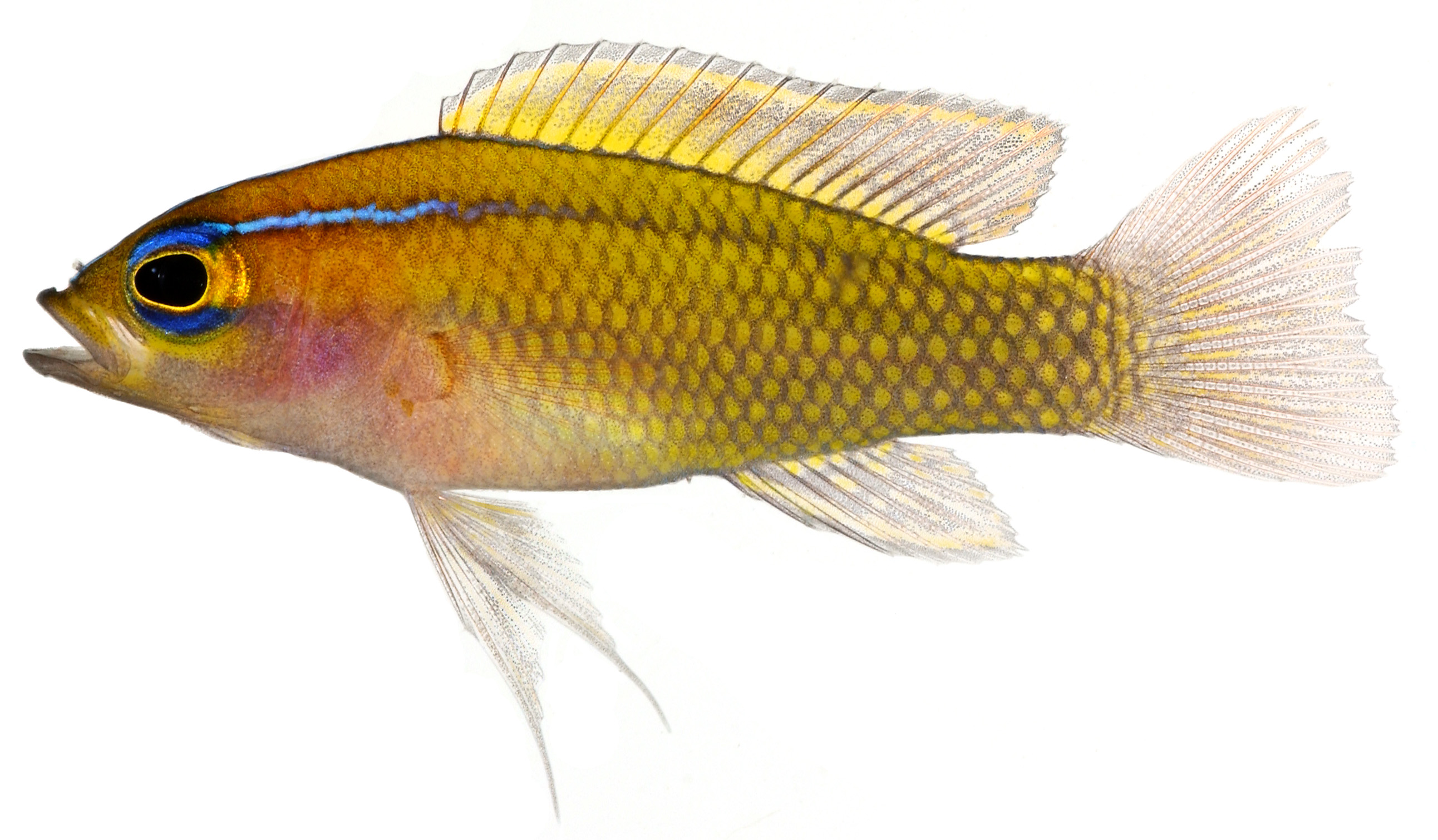
Lipogramma trilineata